# Stierwaschboden

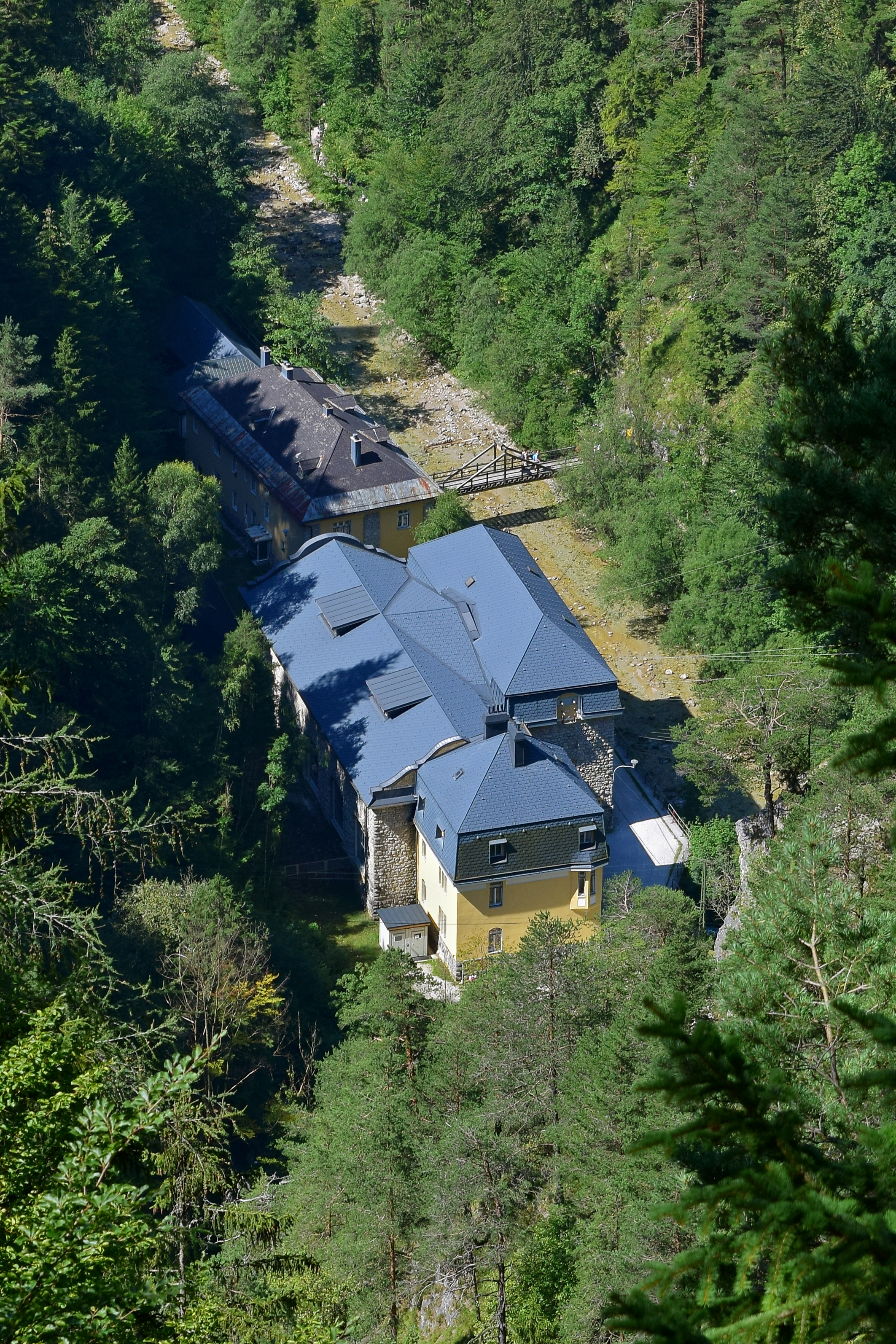
Kraftwerk Wienerbruck, Stierwaschboden

Der Stierwaschboden ist ein Talabschnitt der Erlauf in Niederösterreich. Rechts (östlich) der Erlauf zählt er zur Katastralgemeinde Langseitenrotte der Gemeinde Annaberg und linksseitig zur Katastralgemeinde Josefsrotte der Gemeinde Mitterbach am Erlaufsee.
Er bildet die Grenze zwischen den Ötschergräben und den Hinteren Tormäuern. Er ist nicht nur als beliebter Einstiegspunkt von Wienerbruck aus in den Ötschergraben bekannt, sondern auch aufgrund des hier situierten Kraftwerks Wienerbruck, das vom Wasser des Speicherbeckens Wienerbruck und des Erlaufstausees betrieben wird.
Am Stierwaschboden münden auch der Ötscherbach und der Lassingbach in die Erlauf, die aber bereits vom oberhalb liegenden Erlaufstausee unterirdisch ins Kraftwerk Wienerbruck und in weiterer Folge vom Stausee Stierwaschboden über einen Stollen in das Kraftwerk Erlaufboden abgeleitet wird. Das Tal der Erlauf führt in diesem Bereich im Wesentlichen nur das Wasser aus dem Ötscherbach und dem Lassingbach bzw. erscheint unterhalb des Erlaufstausees überhaupt nur als trockengefallener Talabschnitt.
Nordwestlich des Stierwaschbodens befindet sich die Stierwaschmauer.